# Hans Welker
Hans Welker (München,  1907. augusztus 21. – München, 1968. július 24.) válogatott német labdarúgó volt.

## Pályafutása

### Klubcsapatban
Pályafutást 1925-ben kezdte az FC Bayern Münchenben, ahol 1939-es visszavonulásáig futballozott. 1932-ben német bajnoki címet nyert csapatával.

### A válogatottban
A német válogatottban egy alkalommal lépett pályára.